# Jălti Rid, Kărdjali
Jălti Rid (în bulgară Жълти Рид) este un sat în comuna Djebel, regiunea Kărdjali,  Bulgaria. 

## Demografie
Componența etnică a satului Jălti Rid
     Turci (80%)
     Nicio identificare (20%)
     Altele (0%)
La recensământul din 2011, populația satului Jălti Rid era de 10 locuitori. Din punct de vedere etnic, majoritatea locuitorilor (80%) erau turci. Pentru 20% din locuitori nu este cunoscută apartenența etnică.